# Estelación final del icosaedro
| Estelación final del icosaedro | Estelación final del icosaedro                       |                    |
| --- | ---------------------------------------------------- | ------------------ |
| Dos proyecciones ortogonales simétricas |                                                      |                    |
| Grupo de simetría | Icosaédrico (Ih)                                     |                    |
| Tipo | Nº 8 de 59 (según la obra The fifty nine icosahedra) |                    |
| Símbolos | Du Val: H Magnus Wenninger: W42                      |                    |
| Elementos (Como un poliedro estrellado) | F= 20, E= 90 V= 60 (χ= −10)                          |                    |
| Elementos (Como un poliedro simple) | F= 180, E= 270, V= 92 (χ= 2)                         |                    |
| Propiedades (Como un poliedro estrellado) | Figura isogonal e isoedral                           |                    |
| \| Diagrama de estelación \| Núcleo de estelación \| Envolvente convexa \| \| ---------------------- \| -------------------- \| ------------------ \| \| \| Icosaedro \| Icosaedro truncado \| |                                                      |                    |
| Diagrama de estelación | Núcleo de estelación                                 | Envolvente convexa |
| | Icosaedro                                            | Icosaedro truncado |

En geometría, la estelación final del icosaedro (también denominada estelación completa del icosaedro) es la estelación más externa posible del icosaedro, y se dice que es final y completa porque incluye todas las celdas del diagrama de estelación del icosaedro. Expresado de otra manera, cada tres planos de las caras que se cruzan en el núcleo icosaédrico se cruzan en un vértice de este poliedro o dentro de él.
Este poliedro es la decimoséptima estelación del icosaedro, y como tal figura entre los modelos de poliedros de Wenninger, quien le asignó el número 42.
Como figura geométrica, tiene dos interpretaciones, que se describen a continuación:
- Como un poliedro estrellado autointersecante irregular, con 20 caras eneagrámicas autointersecantes idénticas, 90 aristas y 60 vértices.
- Como un poliedro simple con 180 caras triangulares (60 isósceles y 120 escalenas), 270 aristas y 92 vértices. Esta interpretación es útil para la construcción del correspondiente modelo poliédrico.

Johannes Kepler investigó en 1619 las estelaciones que generan poliedros regulares (los poliedros de Kepler-Poinsot), pero la estelación completa del icosaedro, con caras irregulares, fue estudiada por primera vez en 1900 por Max Brückner.

## Historia
| Modelo de Brückner (Taf. XI, Fig. 14, 1900) |
| Un equidna                                  |

- 1619: En su obra Harmonices mundi, Johannes Kepler aplicó por primera vez el proceso de estelación, reconociendo el pequeño dodecaedro estrellado y el gran dodecaedro estrellado como poliedros regulares.[4]
- 1809: Louis Poinsot redescubrió los poliedros de Kepler y dos más, el gran icosaedro y el gran dodecaedro como poliedros regulares estrellados, que pasarían a ser conocidos como los poliedros de Kepler–Poinsot.[5]
- 1812: Augustin Louis Cauchy hizo una enumeración adicional de poliedros en estrella, demostrando que solo hay 4 poliedros en estrella regulares.[6]
- 1900: Max Brückner amplió la teoría de la estelación más allá de las formas regulares, e identificó diez estelaciones del icosaedro, incluida la "estelación completa".[3]
- 1924: AH Wheeler publicó en 1924 una lista de 20 formas de estelación (22 en total, incluidas las copias reflejadas), que también incluía la "estelación completa".[7]
- 1938: En su libro de 1938 The fifty nine icosahedra, H. S. M. Coxeter, P. Du Val, H. T. Flather y J. F. Petrie establecieron un conjunto de reglas de estelación para el icosaedro regular y dieron una enumeración sistemática de las cincuenta y nueve estelaciones que se ajustan a esas reglas. La estelación completa se menciona como la octava en el libro.
- 1974: En el libro Polyhedron Models de Magnus Wenninger publicado en 1974, la estelación final del icosaedro se incluye como el modelo 17 de icosaedro estrellado, con el número de índice W42.
- 1995: Andrew Hume lo nombró en su base de datos de figuras poliédricas Netlib como equidnaedro[8] (el equidna, u oso hormiguero espinoso, es un pequeño mamífero que está cubierto con pelo y gruesas púas, que se enrosca formando una bola para protegerse).

## Interpretaciones

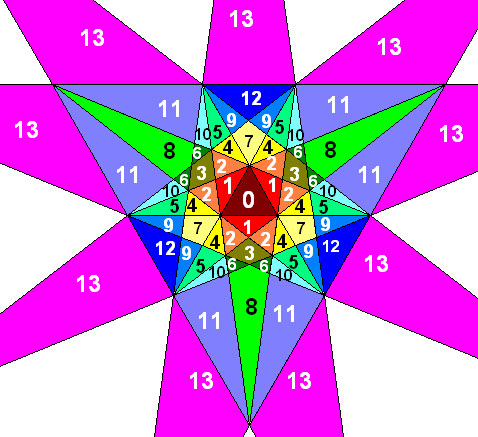
Diagrama de estelación del icosaedro con las celdas numeradas. La estelación completa del icosaedro está formada por todas las celdas del diagrama, pero solo son visibles las regiones más externas, etiquetadas como "13"

### Como una estelación
La estelación de un poliedro extiende sus caras en planos infinitos, y genera un nuevo poliedro que está delimitado por estos planos como caras y las intersecciones de estos planos como aristas. En la obra The Fifty Nine Icosahedra se enumeran las estelaciones del icosaedro regular, de acuerdo con un conjunto de reglas ideadas por J. C. P. Miller, incluida la estelación completa. El símbolo de Du Val de la estelación completa es H, porque incluye todas las celdas del diagrama de la estelación hasta la capa "h" más externa.

### Como un poliedro simple

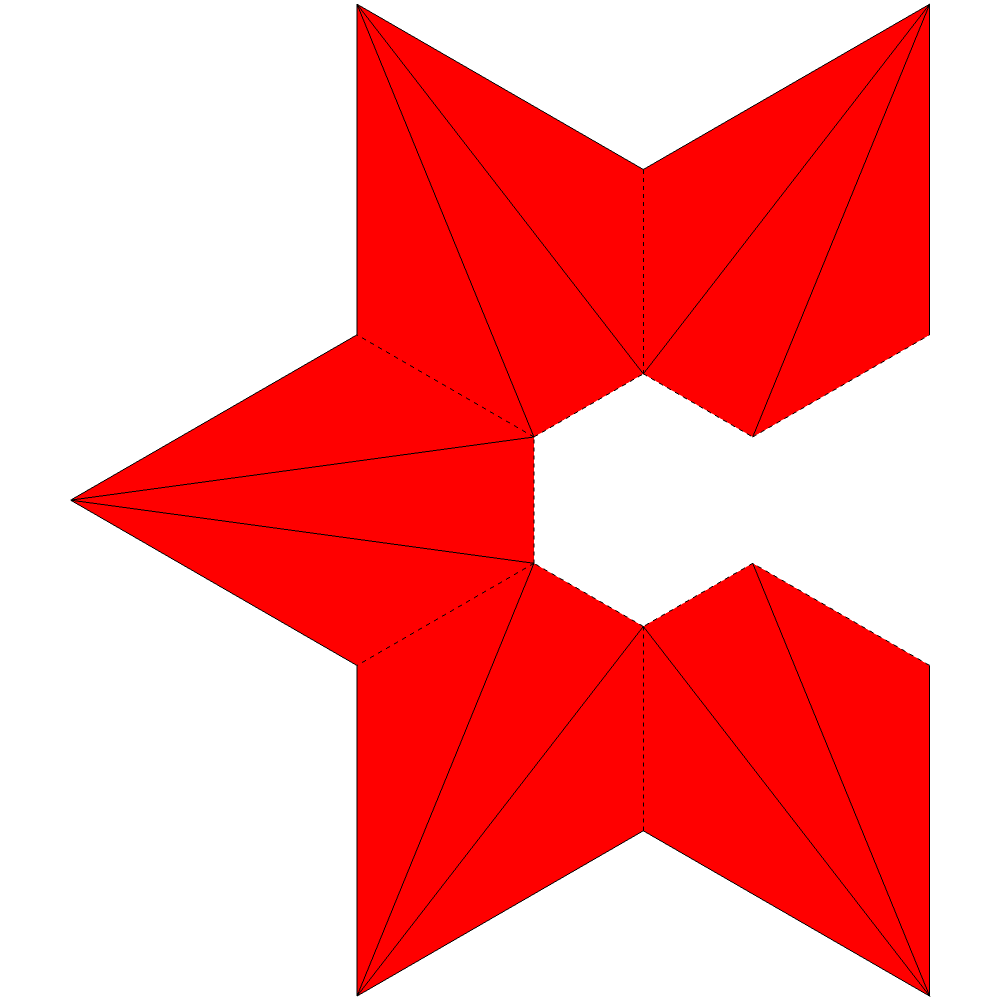
El modelo poliédrico se puede construir con 12 conjuntos de caras como este, cada uno doblado para formar un grupo de cinco pirámides de tres caras cada una

Como poliedro de superficie visible simple, la forma exterior de la estelación final se compone de 180 caras triangulares, que son las regiones triangulares más externas en el diagrama de la estelación. Estas caras se unen en 270 aristas, que a su vez se encuentran en 92 vértices, con una característica de Euler de 2.
Los 92 vértices se encuentran en las superficies de tres esferas concéntricas. El grupo más interno de 20 vértices están distribuidos como los vértices de un dodecaedro regular; la siguiente capa de 12 vértice conforma los vértices de un icosaedro regular; y la capa exterior de los 60 vértices restantes toman la forma de los vértices de un icosaedro truncado no uniforme. Los radios de estas esferas guardan las razones siguientes:
{\displaystyle {\sqrt {{\frac {3}{2}}\left(3+{\sqrt {5}}\right)}}\,:\,{\sqrt {{\frac {1}{2}}\left(25+11{\sqrt {5}}\right)}}\,:\,{\sqrt {{\frac {1}{2}}\left(97+43{\sqrt {5}}\right)}}\,.}
| Interna     | Media       | Exterior                       | Las tres           |
| 20 vértices | 12 vértices | 60 vértices                    | 92 vértices        |
| ----------- | ----------- | ------------------------------ | ------------------ |
| Dodecaedro  | Icosaedro   | Icosaedro truncado no uniforme | Icosaedro completo |

Cuando se considera como un objeto sólido tridimensional con longitudes de arista {\displaystyle a}, {\displaystyle \varphi a}, {\displaystyle \varphi ^{2}a} y {\displaystyle \varphi ^{2}a{\sqrt {2}}} (donde {\displaystyle \varphi } es el número áureo), el icosaedro completo tiene una superficie de:
{\displaystyle S={\frac {1}{20}}(13211+{\sqrt {174306161}})a^{2}\,,}
y un volumen de:
{\displaystyle V=(210+90{\sqrt {5}})a^{3}\,.}

### Como un poliedro estrellado
La estelación completa también se puede ver como un poliedro estrellado autointersecado que tiene 20 caras correspondientes a las 20 caras del icosaedro subyacente. Cada cara es una estrella irregular 9/4 (es decir, un eneagrama de 9 vértices conectados por diagonales cada 4 vértices). Dado que tres caras se encuentran en cada vértice, tiene 20 × 9 / 3 = 60 vértices (estas son la capa más externa de vértices visibles y forman las puntas de las "espinas") y 20 &times ; 9 / 2 = 90 aristas (cada arista del poliedro estrella incluye y conecta dos de las 180 aristas visibles).
Cuando se considera como una estrella icosaédrica, la estelación completa es un poliedro noble, porque es tanto isoédrica (cara-transitiva) como isogonal (vértice-transitiva).